# برمرینگ
برمرینگ (به فرانسوی: Bermering) یک کمون در فرانسه است که در Canton of Albestroff واقع شده‌است.

## خصوصیات
برمرینگ ۵٫۷۳ کیلومترمربع مساحت و ۲۴۱ نفر جمعیت دارد و ۲۶۰ متر بالاتر از سطح دریا واقع شده‌است.